# Theodor Haarbeck
Theodor Haarbeck (* 11. November 1846 in Neukirchen; † 3. Dezember 1923 in Barmen) war ein deutscher evangelischer Theologe der Gemeinschaftsbewegung.

## Leben
Der Sohn des Neukirchener Bürgermeisters Gustav Haarbeck besuchte von 1859 bis 1864 ein Gymnasium in Duisburg. 1864 und 1865 studierte er in Basel, 1865 und 1866 in Tübingen und 1867 und 1868 in Bonn. 1868 wurde Haarbeck Lehrer in einem Gymnasium in Bern. Drei Jahre später heiratete er bei Basel Hanna Rappard, eine Schwester des Inspektors Carl Heinrich Rappard. In St. Chrischona wurde Theodor Haarbeck im Jahre 1883 als Inspektor der Pilgermissionsanstalt ernannt. 1889 reiste er nach Slavonien. Als Inspektor in den Jahren 1890 bis 1919 und später als Direktor arbeitete er in der Evangelistenschule Johanneum in Barmen. 1902 wurde Haarbeck zum Vorstand der Gnadauer Konferenz ernannt. 1911 bis 1919 war er Vorsitzender des Gnadauer Verbandes, des Deutschen Verbandes für evangelische Gemeinschaftspflege und Evangelisation. Weihnachten 1919 ernannte die Universität Bonn ihn zum Ehrendoktor der Theologie.

## Werke (Auswahl)
- Kurzgefaßte Glaubenslehre für nachdenkende Christen, 1902
- Der Dienst am Evangelium in Predigt und Seelsorge. Kurze Anleitung für Nichttheologen, 1913
- Das christliche . Leben nach der Schrift. Kurzgefaßte biblische Ethik, 1921